# Katrenikona
Katrenikona é uma vila no distrito de Godavari Oriental, no estado indiano de Andra Pradexe.